# Moechohecyra indica
Moechohecyra indica là một loài bọ cánh cứng trong họ Cerambycidae.